# ミッキー・ドレンツ
ミッキー・ドレンツ (George Michael "Micky" Dolenz Jr. , 1945年3月8日 - ）は、アメリカ合衆国の歌手、俳優。ザ・モンキーズのメンバーとして知られる。2023年現在、グループのメンバーで唯一の存命者である。

## 人物

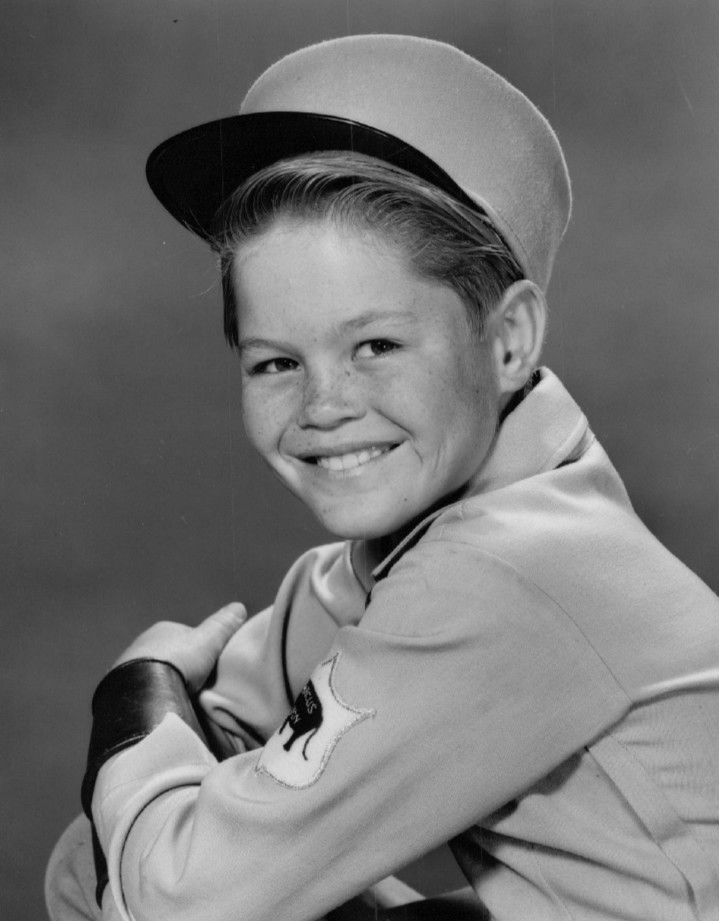
子役時代（1958年）

1945年3月8日、アメリカ合衆国カリフォルニア州ロサンゼルス市で俳優ジョージ・ドレンツと女優ジャネル・ジョンソンの間に生まれる。当初はミッキー・ブラドックの芸名で子役として活躍し、1963年5月、ユリシーズ・S・グラントハイスクール卒業。1965年、コミュニティカレッジ在学中、ザ・モンキーズのメンバーとしてデビューし、世界的なスターとなる。ザ・モンキーズのメンバーとしては、ヴォーカルとドラムスを担当していた。解散後は歌手・俳優として活躍。80年代にはイギリスでテレビ番組の演出、プロデュースも手がけるなど幅広く活動している。

## ゆかりのある人物
- デイビー・ジョーンズ
- ピーター・トーク
- マイク・ネスミス
- トミー・ボイス&ボビー・ハート